# آلیستر اسپرینگ
آلیستر اسپرینگ (انگلیسی: Alistair Sperring؛ زادهٔ ۲۶ اکتبر ۱۹۶۳) بازیکن فوتبال است.
از باشگاه‌هایی که در آن بازی کرده‌است می‌توان به باشگاه فوتبال ساوت‌همپتون اشاره کرد.